# Davide Simoncini
Davide Simoncini (San Marino, 30 de agosto de 1986) es un futbolista sanmarinense que juega de defensa en el S. P. Tre Fiori del Campeonato sanmarinense de fútbol. También es internacional con la selección de San Marino de la cual es capitán.

## Trayectoria
- A. C. Libertas (2005-06)
- Valleverde Riccione (2007)
- Santa Guistina (2007-08)
- Torcona Calcio (2008-09)
- Santa Guistina (2009)
- A. C. Libertas (2009-2020)
- S. P. Tre Fiori (2020-act.)